# Vrejlev Kloster
Vrejlev Kloster er et fredet bygningskompleks 1½ km vest for Hirtshalsmotorvejens afkørsel 3 (Vrå) i Vendsyssel. Det er et tidligere nonnekloster og hovedgård, som stammer fra 1200-tallet. Vrejlev Kloster er beliggende i tilknytning til Vrejlev Kirke, 1 km nord for landsbyen Poulstrup. Vrejlev Kloster fungerende som nonnekloster under præmonstratenserordenen (de hvide brødre) indtil reformationen i 1536. Klosteret kom til kronen efter reformationen og har op igennem tiden haft adskillige ejere. Siden 1932 har klosteret været i familien Holsts eje. Vrejlev Kloster Gods er på 548 ha med Landlyst, Vesterledet og Granly.

## Etymologi
(1253 Wreeluf cloesteer. 1. led måske afledt af mandsnavnet i gammeldansk *Wræki, jf. før 1268 Wrælehf. 2. led -lev), hovedgård, (sædegård)

## Historie
Vrejlev Kloster var indtil reformationen et nonnekloster af præmonstratenserordenen. Året for dets oprettelse er ukendt, men man har længe formodet at det var grundlagt som datterkloster af munkeklosteret Børglum kloster, hvorfra en broder 1215 var sendt til Rom for visse anliggenders skyld og næste år fra ordenens hovedkloster i Prémontré medbragte en påmindelse om ikke at optage søstre. Formentlig har Vrejlev Kloster ikke da været oprettet, men 1254 var klostret i funktion. 1268 betænkes det i et testamente sammen med andre klostre.
Denne historie passer dog dårligt med kirkens daværende form, som man stadig kan finde spor af i sokkel og murværk, viser et langt kor med plads til kannikerne i kirkens østre ende, mens der har været indgang til et nonnepulpitur i den modsatte ende . Med udgangspunkt i de konklusioner har der med stor sandsynlighed været oprettet en dobbeltkloster på stedet i første omgang, som sidenhen blev til et nonnekloster. Givetvis ifm. med at oprettelse af klosteret i Børglum.
I spidsen for nonnerne stod en priorinde; af disse nævnes Cecilie 1335, Anne Poulsdatter 1508-36. En prior administrerede klosterets gods, formentlig oftest en munk fra Børglum kloster; af disse nævnes Niels 1340, Jon Jensen (-1457) omkring 1420, Anders Jepsen 1451, Mads omkring 1461, Niels Nielsen 1462, Anders samme år, Niels Nielsen (Banner) (-1479), Peder Bang 1483-84 og Poul Andersen 1502-08. Flere af priorerne boede på Børglum kloster.
Klosteret samlede sig ikke de store godsmængder, men ejede dog af større gårde Gerndrup, Gårdbo (Horns hrd.), Hesselholt, Lindholt, Pilegård, Sindholt, Åbenterp, Agdrup, Græshede, Tjæret (nu Rønnovsholm) og Lie. 1487 og 1489 siges det, at klosteret ejede Hæstrup Kirke. Ved reformationen inddroges klosteret under kronen, allerede på Frederik 1.s tid havde børglumbispen Stygge Krumpen det i værge; Skipper Clement forlenede det til Klaus Iversen (Dyre), men efter hans kortvarige regimente bestyredes Vrejlev på kongens vegne af en foged. 

## Bygninger
Dele af klosterets bygninger indgår i det nuværende anlæg, hvis nordfløj er et toetagers senmiddelalderligt stenhus (opført omkring 1200). Nordfløjen var i øvrigt sydfløj og hovedbygning i det gamle klosteranlæg. Vestfløjen er efter en brand i 1914 genopført i middelalderlig stil med et tårn ved sydgavlen og en lav udløberfløj mod vest. Kirken, oprindelig romansk med tre skibe, ombyggedes i senmiddelalderen til en toskibet gotisk hallekirke med vesttårn.

## Ejere af Vrejlev Kloster
- 1253-1536 Præmonstratenserordenen
- 1536 Kronen
- Claus Iversen Dyre
- Ove Vincentsen Lunge til Tirsbæk
- 1540 Viborgbispen Jørgen Friis til Krastrup
- 1547 Aalborghus
- 1547 Niels Parsberg til Kulla Gunnarstorp
- 1554 Iver Nielsen Lykke og Oliva Tygesdatter Krabbe
- 1556 Jacob Albertsen Skeel
- 1557 Frans Andersen Bille
- 1560 Erik Podebusk og Sidsel Oxe
- 1575 Jens Clausen Bille til Billesholm
- Karen Ejlersdatter Rønnov
- 1577 under Aastrup gods
- 1594 Jens Bille og Henning Bille
- 1618 Peder Munk og Sophie Brahe
- 1624 Henrik von der Wisch
- 1626 Anders Friis til Krastrup
- 1627 Iver Prip til Søgaard
- 1627 Bendix von der Wisch
- 1637 Ide Gøye
- 1655 Peder Juel og Helvig Krabbe
- 1697 Ide Dorothea Juel og Ingeborg Juel
- (1728-1734) Hedevig Christiansdatter Vind og Johan Ludvig Holstein
- (1734-1742) Johan Ludvig Holstein
- 1742 Claus Edvard Ermandinger
- 1755 Helmiche Margrethe Lassen og Johan Wilhelm Hobe
- (1758-1765) J. W. Hobe
- 1765 Claudiane Margrethe Dytschou og Chr. Carl Gabel * (1771-1774) C. Chr. Gabel
- 1774 Niels og Laurids Hastrup
- 1782 Laurids Hastrup
- 1797 Joh. Peiter Friderichsen
- 1802 Niels Friderichsen Hillerup
- 1819 Elisabeth Dyssel Jespersen
- 1835 Hans Georg Koefoed
- 1836 Andreas Severin Lund
- 1847 Johs. Christopher Nyholm
- 1860 Hans Chr. Nyholm
- 1868 Georg Ludvig Nyholm
- 1888 Sophie Margrethe Vilhelmine Annette baronesse Løvenskiold
- 1890 Annette Jenny Frederikke v. Ellbrecht Vrejlev Kloster set fra gårdspladsen, midten af 1900
- 1902 Kreditforeningen
- (1905-1918) Niels Andreas Nielsen Mellergaard
- 1918 Niels Adolph Christoph Kaas
- 1919 Hermann Løvenskiold til Tustrup
- 1922 Niels Adolph Christoph Kaas
- 1925 Mary Louise Rasmussen
- 1925 Niels Heiberg Kaas
- 1931 Fr. VII stiftelsen
- 1932 Svend Malthe Holst
- 1972 Svend Malthe Holst/Troels A. Holst
- 1976 Troels A. Holst
- 2014 Malthe C. Holst.